# Alfredo Angulo
Alfredo Angulo López (nacido el 11 de agosto de 1982 en Mexicali, Baja California, México) es un boxeador profesional mexicano y campeón interino de la Organización Mundial de Boxeo (WBO) en la categoría de pesos medianos ligeros. Angulo representó a México en los Juegos Olímpicos de 2004. Desde su inicio en el boxeo profesional en 2005 ha ganado casi todos los combates en que ha participado. En 2011 fichó con la empresa Golden Boy Promotions, creada por el exboxeador Oscar de la Hoya.

## Carrera amateur
Angulo ha sido campeón amateur de México en cuatro ocasiones consecutivas hasta 2004. Ganó sendas medallas de bronce en los Juegos de Centroamérica y el Caribe de 2002, celebrados en San Salvador, y en los Juegos Panamericanos de 2003, en la República Dominicana. Se clasificó para los Juegos Olímpicos de Atenas en el primer Torneo Americano Preolímpico de 2004, organizado por la AIBA en Tijuana, México. Mientras se entrenaba para competir en los Juegos recibió su apodo «el Perro» por su estilo ofensivo y exuberante.
En las Olimpiadas, perdió frente al irlandés Andy Lee por 38:23 en su primer combate y quedó eliminado.

## Carrera profesional
Alfredo Angulo pasó a formar parte de los rangos profesionales en enero de 2005, en Tucson, Arizona. Hasta 2009 no perdió en ningún encuentro y ganó 78,5 % de las luchas por K.O. El 7 de septiembre de 2007 derrotó a Emmanuel González en el segundo asalto y el 30 de noviembre del mismo año venció a Archak Ter Meliksetian por K.O. técnico a los 79 segundos del primer asalto. Ha ganado a Ricardo Cortés, Richard Gutiérrez y Andréi Tsurkan, boxeadores con un porcentaje de 92  % de victorias en conjunto.
Angulo se iba a enfrentar al excampeón Ricardo Mayorga el 14 de febrero de 2009, pero este renunció al combate diez días antes de la fecha después de exigir más dinero. En su lugar, luchó contra el antiguo campeón de los pesos medios ligeros Cosme Rivera, a quien noqueó en el quinto asalto. Sufrió su primera derrota profesional en mayo de 2009, frente al puertorriqueño Kermit Cintrón.

### Campeón interino de los  pesos medios ligeros
En noviembre de 2009 Angulo derrotó al hasta entonces invicto Harry Joe Yorgey para ganar el título interino de la Organización Mundial de Boxeo (WBO) en la categoría de pesos medianos ligeros: logró derribar a su contrincante en el segundo asalto, después de alcanzarle con 58 de sus 108 glopes y alcanzó la victoria por noqueo en el tercer asalto mediante un golpe de derecha con Yorgey contra las cuerdas, seguido por un ataque incesante.
En abril de 2010 defendió su título contra el colombiano Joel Julio al que derribó en el undécimo asalto con un golpe de derecha cruzado. Angulo, mejor preparado físicamente que Julio, dominó a este a medida que avanzaba el combate con constantes ataques y combinaciones. El 17 de julio de 2010, ganó en el primer asalto al campeón de pesos medianos ligeros de la Asociación Mundial de Boxeo Joachim "Ti-Joa" Alcine de Canadá.

### Retorno al boxeo
En el verano de 2010,  Angulo dejó de pelear por una larga temporada por haber caducado su visado de inmigrante en  Estados Unidos, lo que resultó en su expulsión del país y una disputa con su promotor Gary Shaw. En 2011 fichó con Golden Boy. En noviembre de 2011 luchó contra James Kirkland en México en un combate muy reñido que acabó perdiendo.
En 2012, Angulo se presentó en el centro de detención de inmigrantes  en El Centro (California) para resolver el problema con su estatus de inmigrante y fue detenido durante siete meses, hasta el 14 de agosto de 2012. Tras su liberación, se le permitió de nuevo practicar el boxeo profesional en Estados Unidos. Acabó el año 2012 derrotando a Jorge Silva en Los Ángeles.

## Récord profesional
| 26 victorias (21 KOs), 7 derrotas                                                                                      |        |                       |      |                 |            |                                                   | |
| Resultado | Récord | Oponente              | Tipo | Asaltos, tiempo | Fecha      | Lugar                                             | Notas |
| V | 1–0    | Tomas Padrón          | DM   | 4               | 2005-01-06 | Desert Diamond Casino, Tucson, Arizona            | Debut profesional de Angulo. |
| KO: nocaut; KOT: nocaut técnico; PTS: por puntos; DU: decisión unánime; DD: decisión dividida; DM:decisión mayoritaria |        |                       |      |                 |            |                                                   | |
| V | 2–0    | Jonathan Taylor       | KOT  | 3 (6), (2:09)   | 2005-05-05 | Desert Diamond Casino, Tucson, Arizona            | |
| V | 3–0    | Daniel Stanislavjevic | DD   | 6               | 2005-08-25 | Marriott Hotel, Irvine, California                | |
| V | 4–0    | Manuel Alfonso Mada   | PTS  | 4               | 2006-03-03 | Maywood Activity Center, Maywood, California      | |
| V | 5–0    | Javier Arce           | KOT  | 1 (8), ?        | 2006-07-04 | Auditorio Municipal, Mexicali, Baja California    | |
| V | 6–0    | Raymundo Valenzuela   | KO   | 2 (10), (2:21)  | 2006-09-01 | Auditorio Municipal, Mexicali, Baja California    | |
| V | 7–0    | Lance Moody           | KO   | 1 (6), (1:06)   | 2007-04-07 | Shrine Mosque, Springfield, Misuri                | |
| V | 8–0    | Israel García         | KOT  | 4 (6), (2:23)   | 2007-06-01 | Chumash Casino, Santa Ynez, California            | |
| V | 9–0    | Taronze Washington    | KOT  | 3 (6), (0:10)   | 2007-08-04 | Dodge Arena, Hidalgo, Texas                       | |
| V | 10–0   | Emmanuel González     | KOT  | 2 (8), (1:56)   | 2007-09-27 | Chumash Casino, Santa Ynez, California            | |
| V | 11–0   | Archak TerMeliksetian | KOT  | 1 (8), (1:19)   | 2007-11-30 | Chumash Casino, Santa Ynez, California            | |
| V | 12–0   | Ricardo Cortés        | KO   | 1 (10), (2:58)  | 2008-02-01 | Grand Casinos, Hinckley, Minnesota                | |
| V | 13–0   | Richard Gutiérrez     | KOT  | 5 (10), (2:48)  | 2008-05-17 | Buffalo Bill's Star Arena, Primm, Nevada          | Título intercontinental de la Organización Mundial de Boxeo.                                                                           |
| V | 14–0   | Andrey Tsurkan        | KOT  | 10 (10), (2:27) | 2008-10-04 | Pechanga Resort and Casino, Temecula, California  | |
| V | 15–0   | Cosme Rivera          | KOT  | 5 (10), (2:38)  | 2009-02-14 | BankAtlantic Center, Sunrise (Florida)            | |
| D | 15–1   | Kermit Cintrón        | DU   | 12              | 2009-05-30 | Seminole Hard Rock Hotel, Hollywood, Florida      | Eliminatoria del título del Consejo Mundial de Boxeo.                                                                                  |
| V | 16-1   | Gabriel Rosado        | KOT  | 2 (10), (2:13)  | 2009-08-07 | Buffalo Bill's Star Arena, Primm, Nevada          | |
| V | 17-1   | Harry Joe Yorgey      | KO   | 3 (12),(1:03)   | 2009-11-07 | XL Center, Hartford, Connecticut                  | Ganó el título interino de la Organización Mundial de Boxeo.                                                                           |
| V | 18–1   | Joel Julio            | KOT  | 11 (12), (1:39) | 2010-04-24 | Citizens Business Bank Arena, Ontario, California | Defendió el título interino de la Organización Mundial de Boxeo.                                                                       |
| V | 19-1   | Joachim Alcine        | KOT  | 1 (12),(2:59)   | 2010-07-17 | Agua Caliente Casino, Rancho Mirage, California   | Ganó el título de Campeón Continental Americano del Consejo Mundial de Boxeo. Ganó la Eliminatoria Final del Consejo Mundial de Boxeo. |
| V | 20-1   | Joseph Gómez          | KO   | 1 (10), 1:24    | 2011-08-20 | Nido Sport Center, Mexicali, Baja California      | Ganó el título de Campeón Continental Americano del Consejo Mundial de Boxeo.                                                          |
| D | 20-2   | James Kirkland        | KOT  | 6 (12), 2:01    | 2011-11-05 | Centro de Cancún, Cancún, Quintana Roo            | Eliminatoria del título del Consejo Mundial de Boxeo                                                                                   |
| V | 21-2   | Raúl Casarez          | KO   | 1 (12), 0:56    | 2012-11-10 | Staples Center, Los Ángeles, California           | |
| V | 22-2   | Jorge Silva           | DU   | 10              | 2012-12-15 | Sports Arena, Los Ángeles, California             | |
| D | 22-3   | Erislandy Lara        | TKO  | 10 (12)         | 2013-06-08 | Home Depot Center, Carson, California             | Por el título interino de la WBA. |
| D | 22-4   | Saúl Álvarez          | TKO  | 10 (12)         | 2014-03-08 | MGM Grand, Grand Garden Arena, Las Vegas, Nevada  | WBA. |
| D | 22–5   | James de la Rosa      | UD   | 10              | 2014-09-13 | MGM Grand Garden Arena, Paradise, Nevada          | |
| G | 23–5   | Delray Raines         | TKO  | 5 (10), 2:16    | 2015-06-06 | StubHub Center , Carson, California               | |
| G | 24–5   | Hector Munoz          | RTD  | 5 (10), 3:00    | 2015-08-29 | Staples Center, Los Ángeles, California           | |
| D | 24–6   | Freddy Hernández      | UD   | 10              | 2016-08-27 | Honda Center, Anaheim, California                 | |
| D | 24–7   | Sergio Mora           | SD   | 8               | 2018-04-07 | Hard Rock Hotel & Casino, Paradise, Nevada        | |
| G | 25–7   | Evert Bravo           | KO   | 2 (10), 1:23    | 2019-04-20 | Dignity Health Sports Park, Carson                | |
| G | 26–7   | Peter Quillin         | SD   | 10              | 2019-09-21 | Rabobank Theater, Bakersfield                     | |